# Mario Fattore
Mario Fattore (Lanciano, 18 giugno 1975) è un ultramaratoneta italiano.

## Biografia
Ultramaratoneta, specialista della 100 km, distanza di cui è stato campione mondiale per due volte consecutive, nel 2002 a Torhout nella Notte delle Fiandre e nel 2003 a Taiwan.
Inoltre ha vinto per due volte la 100 km del Passatore, nel 2003 e nel 2005, e tre titoli italiani (2001, 2003 e 2005).
Il suo primato personale sulla maratona è di 2h23'. Fattore vanta anche diverse affermazioni in gare su distanze di ultramaratona più brevi della 100 km, come la 30 Miglia Trail di Sanremo nel 2001 e nel 2002, valevole anche come campionato italiano trail, la 50 km di Romagna vinta in 2h53' nel 2002, sempre nel 2002 il titolo di campione italiano ottenuto sui 50 km a Palermo in 2h57', la Swissalpine Marathon (78 km) a Davos (Svizzera) vinta nel 2004 in 5h53'.
Nel 2006 la vittoria alla SuperMaratona dell'Etna (da 0 a 3000 metri) in 3h59', nel 2008 la vittoria alla Monza-Resegone in 3h16' con D'Innocenti e Trincheri ed ancora nel 2008 la vittoria in 6h09' all'"Ultra Trail del Gran Sasso" (Castel del Monte, AQ) di 56 km.
Ad oggi ha disputato oltre 150 competizioni tra maratone ed ultramaratone.
È stato tedoforo portando la fiamma olimpica a Chieti l'8 gennaio 2006 per i Giochi olimpici di Torino 2006.

## Palmarès

### 100 km
- 2 Campionati Mondiali 100 km (2002, 2003)
- 2 Campionati Mondiali 100 km a Squadre (2003, 2004)
- 1 terzo posto Mondiale 100 km a Squadre (2002)
- 3 Campionati Italiani 100 km (2001, 2003, 2005)
- 2 100 km del Passatore (2003, 2005)

## Partecipazioni
- 2001
  - Secondo assoluto e Campione Italiano alla 100 km del Passatore con 7h09'
  - Ritirato al km 70 ai Mondiali di Cleder (Francia)
  - Sedicesimo agli Europei di Winschoten in 7h36'
  - Primo al Campionato Italiano "30 Miglia Trail" (Sanremo) in 3h 32'
- 2002
  - Campione del Mondo a Torhout (Belgio) in 6h34'23, anche Medaglia di Bronzo a squadre
  - Primo alla "50km di Romagna" in 2h53'
  - Primo al Campionato Italiano 50 km di Palermo in 2h57'
  - Primo al Campionato Italiano "30 Miglia Trail" (Sanremo)
  - Primo al Campionato Italiano "Maratona Trail" (Collelongo,Aq)
- 2003
  - Primo e Campione Italiano alla 100 km del Passatore in 6h54'
  - Campione del Mondo a Taiwan in 7h04'56, anche Medaglia d'Oro a squadre
  - Primo al Campionato Italiano "Maratona Trail" (Collelongo,Aq)
  - Secondo alla "Pistoia-Abetone" (51 km) in 3h43'
  - "BEST ULTRARUNNER 2003" (IAU, IAAF)
- 2004
  - Ventitreesimo ai Mondiali 100 km di Winschoten
  - Primo alla "Swissalpine Marathon" (78 km) di DAVOS in Svizzera in 5h 53'
  - Primo alla "Strasimeno" (Giro del Lago Trasimeno di 58 km)
- 2005
  - Primo alla 100 km del Passatore in 7h02'46
  - Ritirato ai Mondiali 100 km di Lake Sarona in Giappone
- 2006
  - Terzo alla 100 km del Passatore in 7h22'
  - Ventiquattresimo ai Mondiali 100 km di Seul in 7h22'
  - Primo alla "Supermaratona dell'Etna" (da 0 a 3000 metri) in 3h59'
- 2007
  - Sesto alla 100 km del Passatore in 7h51'
- 2008
  - Ventiquattresimo ai Mondiali 100 km a Tuscania-Tarquinia in 7h32'
  - Primo alla "Monza-Resegone" (42 km) con gli Atleti D'Innocenti e Trincheri
  - Primo all'"Ultra Trail del Gran Sasso" (56 km) di Castel del Monte (AQ) in 6h09'
- 2009
  - Ventunesimo ai Mondiali 100 km Torhout (Belgio) in 7h16'